# Воинов, Михаил Львович
Михаил Львович Воинов (1904—1970) — лейтенант Рабоче-крестьянской Красной Армии, участник Великой Отечественной войны, Герой Советского Союза (1943).

## Биография
Михаил Воинов родился 16 ноября 1904 года в посёлке Верхняя Хортица (ныне — в черте Запорожья) в семье служащего.
После окончания Новохопёрского педагогического техникума работал учителем.
В августе 1941 года Воинов был призван на службу в Рабоче-крестьянскую Красную Армию и направлен на фронт Великой Отечественной войны. Принимал участие в боях на Западном и Юго-Западном фронтах. К октябрю 1943 года ефрейтор Михаил Воинов был старшим радиотелеграфистом 384-го артиллерийского полка 193-й стрелковой дивизии 65-й армии Центрального фронта. Отличился во время битвы за Днепр.
15 октября 1943 года Воинов одним из первых переправился через Днепр в районе посёлка Лоев Гомельской области Белорусской ССР и установил бесперебойную связь плацдарма на западном берегу со штабом на восточном. Принял активное участие в отражении ряда вражеских контратак, захвате немецких миномётных батарей.
В 1945 году в звании лейтенанта Воинов был уволен в запас. Находился на партийной и общественной работе, затем работал учителем школы села Антиповка Камышинского района Волгоградской области. Скончался 11 декабря 1970 года, похоронен на мемориальном кладбище г. Камышина.

## Награды
- Указом Президиума Верховного Совета СССР от 30 октября 1943 года ефрейтор Михаил Воинов был удостоен высокого звания Героя Советского Союза с вручением ордена Ленина и медали «Золотая Звезда» за номером 1644[1].
- Был также награждён рядом медалей[1].